# 공포의 8시간
"공포의 8시간"(공포의 여덟시간)은 한국에서 제작된 김묵 감독의 1962년 영화이다. 김석훈 등이 주연으로 출연하였고 최관두 등이 제작에 참여하였다.

## 출연

### 주연
- 김석훈
- 엄앵란
- 황해

## 기타
- 조명: 윤창화
- 미술: 박석인